# 愛媛県立看護専門学校
愛媛県立看護専門学校（えひめけんりつかんごせんもんがっこう）は、かつて愛媛県が運営していた専修学校。

## 概要
- 所在地 - 愛媛県四国中央市中之庄町1684-3

## 沿革
- 1997年 - 愛媛県立看護専門学校開校。
- 2014年 - 四国中央医療福祉総合学院に移譲されて閉校。

## 設置学科
- 看護学科（3年制）

## 周辺
- 四国中央医療福祉総合学院
- 愛媛県立三島病院
- 伊予三島運動公園

## アクセス
JR予讃線三島駅前バス停より、せとうちバス三島医療センター経由新居浜住友病院前行きで4分、三島医療センターで下車後、徒歩3分。